# Costa Barros
Costa Barros és un barri de la Zona Nord del municipi del Rio de Janeiro, al Brasil. Limita amb els barris Pavuna, Anchieta, Guadalupe i Barros Filho. El seu índex de desenvolupament humà (IDH), l'any 2000, era de 0,713, el 125 entre 126 analitzats en el municipi de Rio, millor només que el Complexo do Alemão.

## Història
Amb el temps, Costa Barros va anar creixent tant en població com en relació al tràfic de drogues.
Avui, el barri conta amb un complex de faveles, com: Chapadão, Pedreira, Lagartixa, Quitanda, Final Feliz, Terra Nostra, Favela do Nego Dengo, entre d'altres.